# Point amphidromique

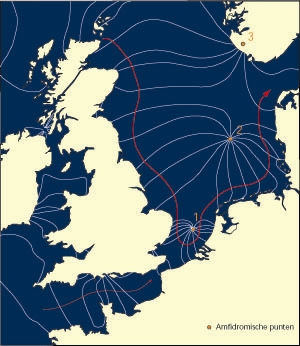
Système amphidromique du terme M_{2} (composante principale lunaire semi-diurne de la marée) en mer du Nord. Les lignes bleu clair illustrent des endroits de même phase de marée (hauteur de surface identique) ; les points amphidromiques sont indiqués par 1, 2 et 3.

Un point amphidromique est un point d'un système physique soumis à une force de marée où le marnage est voisin de zéro.

## Étymologie
Le terme « amphidromique » dérive du grec ancien ἀμφίς (amphís, « des deux côtés », « autour ») et δρόμος (drómos, course), en référence aux marées qui tournent autour de tels points,. Le terme se retrouve dans les véhicules amphidromes, qui peuvent se déplacer indifféremment en avant et en arrière.

## Description
Dans un système soumis à une force de marée, un point amphidromique est un point où l'amplitude de l'une des harmoniques de la marée est nulle. Le marnage (amplitude entre la marée haute et la marée basse) pour cette harmonique s'accroît lorsqu'on s'en éloigne.
Un tel point apparaît du fait d'interférences entre la marée, les bassins océaniques, les mers et les baies, créant un système d'ondes stationnaires — un système amphidromique — qui tourne autour d'un nœud, le point amphidromique,. En ce point, la composante harmonique ne provoque aucun mouvement vertical. Les lignes cotidales (lignes sur lesquelles tous les points sont à la même phase de marée, c'est-à-dire à marée haute ou basse en même temps) se rejoignent au point amphidromique. En pratique, il n'existe pas un seul point amphidromique pour un bassin, mais plusieurs points proches les uns des autres, selon l'époque.
Plusieurs systèmes amphidromiques (et donc points amphidromiques) sont créés pour chaque composante harmonique de la marée.

## Exemples

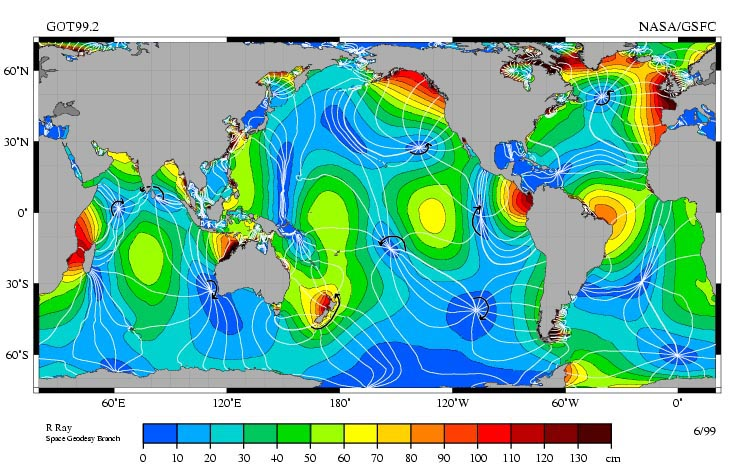
Carte des océans illustrant l'amplitude du terme M_{2} de la marée. Les lignes blanches sont des lignes cotidales (égale phase de marée) qui diffèrent d'une heure l'une de l'autre. Les points amphidromiques sont situés à la jonction de plusieurs lignes cotidales.

En règle générale, le terme M2 (semi-diurne et causé par la lune) est la principale harmonique de la marée, contribuant à environ la moitié du marnage, sur une période de 12 h 25 min. Le terme M2 produit plusieurs points amphidromiques sur les océans, où le marnage est donc extrêmement faible. Autour de ces points, la marée tourne dans un sens ou dans l'autre ; ce sens de rotation n'a par ailleurs aucun lien avec sa situation par rapport à l'équateur.
Parmi les points amphidromiques de M2 :
- Sens anti-trigonométrique (horaire) : 
  - Nord des Seychelles
  - Près de la terre d'Enderby
  - Au large de Perth, Australie
  - Est de la Nouvelle-Guinée
  - Sud de l'île de Pâques
  - Ouest des îles Galápagos
  - Nord de la terre de la Reine-Maud
- Sens trigonométrique (anti-horaire) : 
  - Près de Sri Lanka
  - Nord de la Nouvelle-Guinée
  - Tahiti
  - Entre le Mexique et Hawaï
  - Près du nord des Petites Antilles
  - Est de Terre-Neuve
  - Entre Rio de Janeiro et l'Angola
  - Est de l'Islande

Les îles de Madagascar et de Nouvelle-Zélande sont des points amphidromiques dans le sens que la marée tourne autour d'elles (dans le sens trigonométrique dans les deux cas) en environ 12 heures et demie, mais son amplitude sur leurs côtes n'est pas forcément nulle (et même parfois élevée).

## Historique
La notion de point amphidromique est inventée par William Whewell, qui conjecture l'existence d'un tel point en mer du Nord en 1836. Ce point est effectivement identifié en 1840.